# Harley-Davidson Street 750

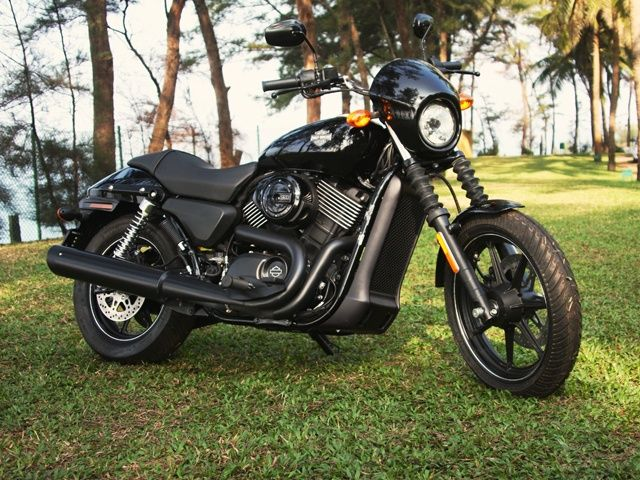
Harley-Davidson Street 750

Die Harley-Davidson Street 750 ist ein in Deutschland von 2014 bis 2020 angebotenes Motorrad des US-amerikanischen Herstellers Harley-Davidson und das aktuell hubraumschwächste Modell der Marke auf dem europäischen Markt. Für den asiatischen und US-amerikanischen Markt gibt es die Street in einer 500-cm³-Version.
Produktpolitisch und durch Abgasnormen beeinflusst, entscheidet Harley Davidson sich, neben diversen weiteren Modellen, die Street Reihe aus dem Programm zu entfernen.

## Technik
Das komplett in Indien gefertigte Modell hat einen völlig neu entwickelten wassergekühlten 749-cm³-V-Motor mit 60°-Zylinderwinkel (Bohrung/Hub: 85,5 × 66 mm) mit einer Leistung von 43 kW (58 PS) bei 8000/min laut Werksangabe. Für den europäischen Markt ist eine auf 35 kW (48 PS) gedrosselte Variante erhältlich, um die Vorgaben der Fahrerlaubnis Klasse A2 zu erfüllen. Das Fahrwerk besteht aus einem konventionellen Doppelrohrrahmen, Hinterradschwinge (90 mm Federweg) und Teleskopgabel (140 mm Federweg); der Sekundärantrieb erfolgt, wie bei Harley-Davidson üblich, mittels Zahnriemen. Der Radstand beträgt 1520 mm, der flache Lenkkopfwinkel von 58° ergibt einen Nachlauf von 115 mm. Die Reifengrößen sind 100/80 R 17 vorn und 140/75 R 15 hinten. Die Bremsanlage (vorne und hinten je eine Bremsscheibe) wird seit 2017 serienmäßig mit einem Antiblockiersystem ausgeliefert. Mit einem Gewicht von 229 kg ist eine Höchstgeschwindigkeit von 170 km/h erreichbar. Das geringe Tankvolumen von 13 Liter lässt nur kurze Reiseetappen zu.